# 凡德里亞納
凡德里亞納是馬達加斯加的城鎮，由阿莫羅尼馬尼亞區負責管轄，位於該國中部，海拔高度1,391米，從事農業、畜牧業、服務業和工業的人口分別佔45%、35%、15%和5%，主要農產品有稻米、木薯和番薯，2001年人口約29,000。
20°14′S 47°23′E / 20.233°S 47.383°E